# Gnopharmia erema
Gnopharmia erema là một loài bướm đêm trong họ Geometridae.